# Ga đại học giáo dục quốc gia Gyeongin
Ga Đại học Giáo dục Quốc gia Gyeongin là ở quận Gyeyang của thành phố đô thị Incheon ở Hàn Quốc. Nhà ga này được mở cửa vào năm 1999 với tên là ga đại học giáo dục quốc gia Incheon. Năm 2003, tên này được thay đổi theo tên của trường đại học. Trường đại học đổi tên thành đại học giáo dục quốc gia Gyeongin.

## Bố trí ga
| Gyesan ↑  |
| \| N/B    |
| ↓ Jakjeon |

| Hướng Bắc | ● Incheon tuyến 1 | ← Hướng đi Gyeyang                             |
| Hướng Nam | ● Incheon tuyến 1 | → Hướng đi Công viên lễ hội ánh trăng Songdo → |

## Vùng lân cận
- Lối thoát 1: Trường tiểu học Bupyeong, chợ Gyesan
- Lối thoát 2: Cơ quan Gyesan
- Lối thoát 3: Quận Gyeyang
- Lối thoát 4: Đại học giáo dục Gyeongin
- Lối thoát 5: Bupyeong Hyanggyo
- Lối thoát 6: Trường trung học BukIncheon

## Hành khách
| Ga                                | Số lượt | Số lượt | Số lượt | Số lượt |
| Ga                                | 2003    | 2004    | 2005    | 2006    |
| --------------------------------- | ------- | ------- | ------- | ------- |
| Tuyến 1 của Tàu điện ngầm Incheon | 8113    | 7649    | 7203    | 7012    |